# Lophodermium agathidis
Lophodermium agathidis är en svampart som beskrevs av Minter & Hettige 1983. Lophodermium agathidis ingår i släktet Lophodermium och familjen Rhytismataceae.   Inga underarter finns listade i Catalogue of Life.